# Passiflora tenuifila
Passiflora tenuifila är en passionsblomsväxtart som beskrevs av Ellsworth Paine Killip. Passiflora tenuifila ingår i släktet passionsblommor, och familjen passionsblomsväxter. Inga underarter finns listade i Catalogue of Life.